# Decarydendron ranomafanensis
Decarydendron ranomafanensis là một loài thực vật có hoa trong họ Monimiaceae. Loài này được Lorence & Razafim. mô tả khoa học đầu tiên năm 2002.